# Bubenská nádražní vodárna
Bubenská nádražní vodárna stojí v Praze-Holešovicích v oblasti bývalé vsi Bubny na adrese Argentinská. Je chráněna jako kulturní památka České republiky a je na seznamu ohrožených kulturních památek.

## Historie
Železniční vodárna byla součástí rozsáhlého dílenského komplexu nádraží Praha-Bubny postaveného v letech 1870–1873. Výstavbu řídil Karl von Ruppert,  architekty byli Wilhelm von Flattich a Karl Schumann. Budova sloužila k vodnímu zásobování dílen. V roce 2004 Ministerstvo kultury České republiky vodárnu prohlásilo za kulturní památku ČR. V roce 2017 byla provedena oprava střechy.

## Popis
Vodárna je zděná patrová budova postavena podle typizovaného plánu vytvořeného v letech 1869–1870 architektem Karlem Schumannem a inženýrem Karlem von Ruppertem, jaké je možné vidět na nádraží v Hrušovanech nad Jevišovkou. Ovšem vodárna v Bubnech nemá křídla. Fasáda je provedena v kombinaci ploch bílé omítky a ploch červeného režného zdiva. Nároží zdobí pilastry, ve štítu jsou kulatá okna v šambránách a je zdoben zubořezem, nad okny jsou suprafenestry, v přízemí nad okny jsou také kulatá okna v šambránách. Vodárna má sedlovou střechu s komíny v nárožích.
Uvnitř budovy jsou dvě nýtované nádrže o objemu 240 m³ nesené cihlovými oblouky po obvodu nádrže.